# Бурецешти (Арђеш)
Бурецешти (рум. Burețești) насеље је у Румунији у округу Арђеш у општини Ведеа. Oпштина се налази на надморској висини од 376 m.

## Становништво
Према подацима из 2002. године у насељу је живело 160 становника, од којих су сви румунске националности.